# Codex Sassoon
Codex Sassoon, es un manuscrito con texto masorético que comprende los veinticuatro libros de la Biblia hebrea y debe su nombre a que perteneció a David Solomon Sassoon; quien lo habría adquirido para su estudio. Data del siglo IX o siglo X d. C. Se considera un siglo más antiguo que el Códice de Leningrado; el manuscrito completo de la Biblia hebrea más antiguo que se conoce, y tan antiguo como el Códice de Alepo. 

## Características
El códice está escrito con tres columnas en cada página. 
La masora parva está completa, pero la masora magna solo aparece en unas pocas páginas. 
A la fecha a este solo le faltan por completo doce hojas haciendo de este uno de los libros mejor conservados desde su escritura hasta nuestros días.
El manuscrito incluye una masora magna incompleta (ad f.452), aparentemente agregada por un escriba posterior, que se refiere a Aaron ben Moses ben Asher y el Códice de Alepo. 
Fue datado con carbono entre finales del siglo IX y principios del X por Jacqui Safra. 
El escriba del códice era inusualmente descuidado, olvidando con frecuencia la puntuación, los signos diacríticos y las vocales; también se equivoca en su ortografía consonántica en docenas de ocasiones.
Mide 12 x 14 pulgadas, con una sencilla encuadernación en cuero del siglo XX. 
Los signos diacríticos, incluido la shin, el dagesh , el mappiq y el niqud, con frecuencia faltan. 
Cuando una vocal se repite en consonantes consecutivas, S1 a menudo muestra solo la primera. 
Como regla general, las alefs reciben una shva ordinaria en lugar de una vocal hataf. 
En caso de desacuerdo, S1 está de acuerdo con la tradición de Ben Asher el 40% de las veces, con Ben Nephtaliel 20% del tiempo, y con ninguno el 40% del tiempo. Ga'ya en una sílaba abierta se marca con menos frecuencia que en el Códice de Alepo. 
El sof passuq a veces se olvida al final de los versos. 

## Historia
En los primeros siglos de su existencia, el libro cambió de manos en todo el Oriente Medio, pasó del propietario Khalaf ben Abraham a Isaac ben Ezekiel al-Attar, y luego a sus hijos Ezekiel y Maimon. En el siglo XIII, se dedicó a una sinagoga en Markada, en la Gobernación de Hasaka, Siria. Después de la destrucción de la sinagoga, ya sea por los mongoles en el siglo XIII o por el Imperio timúrida a principios del siglo XV, el códice pasó a la custodia de Salama ibn Abi al-Fakhr, quien esperaba que la sinagoga fuera reconstruida, pero esto nunca sucedió. 
El códice salió al conocimiento del público cuando David Solomon Sassoon lo compró por 350 libras esterlinas en 1929 y añadió su exlibris a la encuadernación interior del manuscrito. Aunque conocido por los eruditos en el siglo XX, el libro permaneció bajo propiedad privada hasta 1978, cuando fue adquirido por el Fondo de Pensiones de los Ferrocarriles Británicos a través de la sede de Zúrich de Sotheby's. Este fue exhibido por el Museo Británico por una única vez en 1982.
El manuscrito fue nuevamente subastado a través de Sotheby's el 5 de diciembre de 1989, adquirido por un comerciante que pagó £2,035,000;y quien lo vendió ese mismo año al inversionista Jacob Eli Safra. El códice estuvo en exhibición en Londres, Tel Aviv, Dallas, Los Ángeles y Nueva York, previo a su subasta. El 17 de mayo de 2023 el manuscrito fue nuevamente subastado por Sotheby's en Nueva York, siendo adquirido por Alfred H. Moses para el ANU - Museo del Pueblo Judío en Tel Aviv por un valor de U$38,1 millones de dólares convirtiéndolo en el cuarto manuscrito más caro jamás vendido.